# Baturi
Baturi – wieś w Chorwacji, w żupanii sisacko-moslawińskiej, w mieście Glina. W 2011 roku pozostawała niezamieszkana.